# Empis jacutiensis
Empis jacutiensis är en tvåvingeart som beskrevs av Shamsev 2001. Empis jacutiensis ingår i släktet Empis och familjen dansflugor. Inga underarter finns listade i Catalogue of Life.